# 저스틴 비버: 네버 세이 네버
저스틴 비버: 네버 세이 네버(Justin Bieber: Never Say Never)는 2011년 공개된 미국의 가수 저스틴 비버에 초점을 맞춘 3D 콘서트 다큐멘터리 영화이다.

## 출연

### 주연
- 저스틴 비버
- 보이즈 투 멘

### 조연
- 마일리 사이러스
- 숀 킹스턴
- 루다크리스
- 제이든 스미스
- 어셔
- 다이안 데일
- 스쿠퍼 브라운
- 엘에이 리드
- 스눕 독
- 안소니 카
- 애니스 처파
- 조나단 레거시 페레즈
- 마이클 바르가스

## 기타
- 프로듀서: 디나 쉘던
- 공동제작: 알렉산드라 립싯
- 공동제작: 조나단 맥휴
- 라인프로듀서: 리타 두마
- 조감독: 가이 에프라트
- 조감독: 제프리 슈왈츠
- 미술: 데보라 허버트
- 세트: 리아 롤단
- 의상: 커트 앤 바트
- 프로덕션매니저: 발레리 프루거
- 프로덕션매니저: 더글러스 C. 메리필드